# 펑크

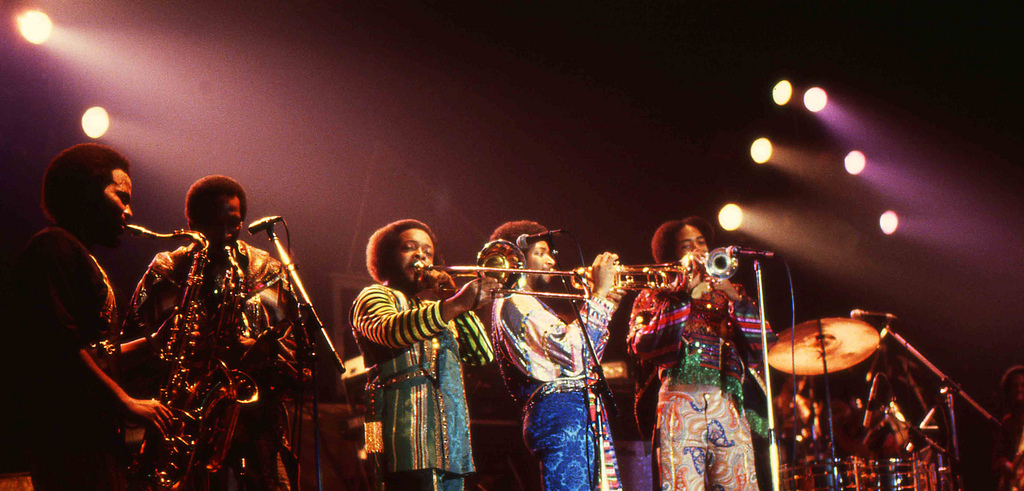

펑크(funk)는 1960년대 중반 음악가들이 소울, 재즈, 리듬 앤 블루스(R&B)의 혼합을 통해 리드미컬하고 춤추기 쉬운 새로운 형태의 음악을 만들면서 블랙아메리카 커뮤니티에서 유래한 음악 장르다. 펑크는 멜로디와 화음의 진보를 강조하고 베이스 연주자가 연주하는 베이스라인과 드러머가 연주하는 드럼 부분의 강한 리듬감 있는 그루브에 초점을 맞추는데, 종종 다른 대중음악보다 느린 템포다. 아프리카에서 영감을 받은 많은 음악들처럼 펑크는 일반적으로 "하이퍼토닉"과 "댄스" 느낌을 주는 연동된 것을 연주하는 리듬 악기가 있는 복잡한 폼으로 구성되어 있다. 펑크는 7음과 13음이 추가된 마이너 코드, 또는 9음과 13음이 있는 도미넌트 7 코드와 같이 비밥 재즈에서 발견되는 풍부한 색상의 확장 코드를 사용한다.
펑크는 1960년대 중반 제임스 브라운이 모든 척도의 첫 박자를 크게 강조하여 다운비트를 강조하는 시그니처 그루브를 개발하였고, 모든 베이스라인, 드럼 패턴, 기타 리프에 스윙 16분음표의 음과 싱코페이션을 적용하였고, 록과 사이키델릭음에 영향을 받은 뮤지션과 음악가들에 의해 1960년대 중반에 시작되었다. 패밀리 스톤과 지미 헨드릭스는 펑크 속 즉흥연주를 육성했다. 쿨 더 갱, 비티 익스프레스, 팻백 밴드, 슬레이브, 카메오, 콘 펑크 션, 바 케이스, 오하이오 플레이어스 등 다른 음악 단체들은 1970년대부터 제임스 브라운의 혁신을 채택하고 발전시키기 시작했으며, Parliament-Funkadelic과 같은 그룹들은 지미 핸드릭스의 길을 따랐다.
펑크의 장르 파생은 아방가르드 펑크, 부기, 전자음악과 펑크, 펑크 메탈, 갱스터 랩과 펑크가 혼합된 지펑크, 펑크 쿠바 댄스음악과 펑크잼의 일종인 팀바를 포함한다. 펑크 샘플과 브레이크비트는 힙합과 일렉트로닉 댄스 음악에서 광범위하게 사용되어 왔다. 펑크 서브장르인 워싱턴고(Washington Go-Go)의 주요 영향이기도 하다.

## 어원
펑크라는 단어는 처음에 강한 냄새를 가리켰다. 원래 구 프랑스어 '펑기레'를 통해 라틴어 '푸미가레'("담배를 피운다"는 뜻)에서 유래한 것으로, 이런 의미에서 1620년 처음 영어로 문서화되었다. 1784년에 "머스트"를 의미하는 "펑키"가 처음으로 문서화되었고, 이것은 다시 초기 재즈 속어로 1900년경에 "깊게 또는 강하게 느껴지는" 것에 대해 "근본적인"이라는 느낌을 갖게 했다. 민족학자인 포르티아 마울츠비는 펑크라는 표현은 중앙아프리카어인 '루펑키'에서 유래했다고 말하고, 미술사학자 로버트 패리스 톰슨은 이 단어가 키콩고어인 '루펑키'에서 유래했다고 말하는데, 두 가지 제안된 유래 모두 '몸냄새'를 가리킨다. 톰슨이 제안한 키콘고 원어인 '루후키'는 아프리카 음악가들이 "예술의 진실성을 위해" 그리고 목표에 도달하기 위해 "운동" 한 사람들을 칭찬하기 위해 사용한다. 백인 문화권에서는 펑크(funk)라는 용어가 악취나 기분이 나쁠 수 있고("funk in a funk") 부정적인 의미를 가질 수 있지만, 아프리카 공동체에서는 펑크(funk)라는 용어가 여전히 체취와 연결되어 있지만, 음악가의 근면하고 정직한 노력이 땀으로 이어졌다는 긍정적인 인식을 가지고 있었고, 그들의 육체적 노력에서 '절묘함'과 '최상급'이 나왔다.
초기 세션에서, 음악가들은 서로에게 "자, 이제 그것에 약간의 냄새를 넣어!"라고 말하면서 서로에게 "무엇인가를 가져와라"라고 격려하곤 했다. 적어도 1907년경에는 재즈곡에는 펑키와 같은 제목이 실려 있었다. 첫 번째 예는 버디 볼든의 노래인, 도널드 M. 마르키스에 따르면, "펑키 버트" 또는 "버디 볼든의 블루스"로 기억되는데, 이 가사는 "코믹하고 가벼운" 또는 "투박함으로 완전히 음탕한"이었지만, 어떤 식으로든 볼든 볼든 밴드가 연주하는 댄스는 땀에 젖은 분위기를 나타낸다. 1950년대 후반부터 1960년대 초까지 재즈음악의 맥락에서 "펑크"와 "펑키"가 점점 더 많이 사용되었을 때, 그 용어는 여전히 무례하고 예의바른 곳에서 사용하기에 부적절한 것으로 여겨졌다. 한 소식통에 따르면 뉴올리언즈 태생의 드러머 얼 파머는 "펑키"라는 단어를 다른 음악가들에게 그들의 음악이 더 싱크로핑되고 춤출 수 있게 만들어야 한다고 설명하기 위해 처음 사용했다. 이 스타일은 후에 다소 하드하고 고집스러운 리듬으로 진화해 더욱 카날적인 품질을 보여줬다. 이 음악의 초기 형태는 후기 음악가들의 패턴을 만들었다. 그 음악은 느리고, 섹시하고, 느슨하고, 리프 지향적이고, 춤출 수 있는 것으로 확인되었다.

## 특성

### 리듬과 템포
소울처럼 펑크는 댄스 음악을 기반으로 하기 때문에 '리듬 역할'이 강하다. 펑크는 연주되는 노트들만큼 "음표들 사이의 간격"에 기반을 두고 있다. 따라서 음표들 사이의 쉼표도 중요하다. 펑크와 디스코의 리듬적 유사성이 있는 반면 펑크는 '디스코보다 느리고 섹시하며 싱코페이션된 댄스 비트'를 가지고 있으며 펑크 리듬 섹션 뮤지션들은 싱코페이션 기반의 디스코 앙상블보다 메인 비트에 더 많은 복잡성과 인간미를 더한다.
펑크가 나오기 전 대부분의 대중음악은 8분음표 진행에 기반을 두었다. 왜냐하면 빠른 템포가 비트의 더 세분화를 실현 불가능하게 만들었기 때문이다. 펑크의 혁신은 느린 템포를 사용함으로써 펑크(funk)가 더욱 리듬감 있는 세분화할 수 있는 공간을 만들었기 때문에 4/4의 막대가 16분음표를 저장할 수 있게 되었다. 구체적으로는 기타와 드럼을 16분음표 리듬으로 연주하게 함으로써, 다른 악기들이 "더 싱코페이션된 스타일"을 연주할 수 있는 기회를 만들었고, 이는 보다 "자유로운" 베이스라인을 용이하게 했다.
펑크는 사하라 사막 이남의 아프리카 음악 전통에서 유래된 온비트/오프비트 구조를 기반으로 리드미컬하게 구성되어 있다. 뉴올리언스는 1940년대 후반 아프로-쿠반 맘보와 콩카로부터 분리되어 있는 것을 응용하여 자신의 것으로 만들었다. 뉴올리언스 펑크는 그것이 불린 대로 국제적인 찬사를 얻게 된 것은 주로 제임스 브라운의 리듬 섹션이 그것을 큰 효과에 사용했기 때문이다.

### 하모니
펑크는 7음이 추가된 마이너 코드나 9음이 추가된 도미넌트 7 코드와 같이 비밥 재즈에서 발견되는 풍부한 색상의 확장 코드를 사용한다. 펑크에 사용되는 화음의 일부 예로는 마이너 11 화음(예: Fminor11), #9와 하프디미니시드 4음(예: C7(#9)sus4), 도미넌트 7에 9음(예: F9) 및 마이너 6(예: C minor 6) 등이 있다. 6음과 9음의 코드(예: F6add9)등도 사용된다. 펑크에서는 경미한 7음이 단순한 트라이어드보다 더 흔하게 사용된다. 그 이유는 트라이어드가 너무 "밋밋"하게 들리기 때문이다. 펑크에서 가장 잘 알려져 있고 가장 능숙한 독주자들 중 몇몇은 재즈의 배경을 가지고 있다. 트롬본 연주자 프레드 웨슬리와 색소폰 연주자 피 위 엘리스와 메서 파커는 제임스 브라운, 조지 클린턴, 프린스와 함께 활동한 경험이 있는 펑크 음악 장르에서 가장 주목할 만한 음악가 중 한 명이라 할 수 있다.
그러나, 비밥 재즈와는 달리, 펑크는 사실상 화음을 버리고, 정적인 단일 화음(흔히 마이너7화음과 도미넌트7화음을 번갈아 가며)을 만들어 리드미컬한 느낌을 몰고 온다. 비록 몇몇 펑크곡은 주로 원코드 곡들이지만, 리듬 섹션 음악가들은 이 화음을 위아래로 움직여 여러 화음을 만들어내면서 장식할 수도 있다. 예를 들어 'Play that funky music'(Wild Cherry by)는 주로 E9 코드를 사용하지만 F#9와 F9도 사용한다.
펑크에서는 도리안과 믹솔리디안 모드를 주로 사용하여, 일반적인 대중가요의 구성과 반대되는 경향이 있다. 멜로디적인 부분은 이러한 모드들을 섞어 블루스스케일에서 풀어나가는 방식을 사용한다. 1970년대에는 재즈의 서브장르로 재즈펑크가 생겨났으며, 이러한 곡들은 마일즈 데이비스, 하비 핸콕 등의 음반에서 들을 수 있다.

### 즉흥연주
펑크는 아프리카에 기반한 음악적 즉흥연주 전통을 이어가고 있는데, 펑크는 심지어 스튜디오 녹음 단계에서도 '잼'과 '그루브'를 통해 곡의 '느낌'을 줄 수 있다는 것이다. 펑크는 '즉흥연주'를 사용하며, 이는 무대 공연까지 확장할 수 있다.

### 악기와 보컬

#### 베이스 기타
펑크는 일렉트릭 베이스에서 연주되는 강한 리프와 베이스라인을 이용하여 강렬한 그루브를 만들어낸다. 모타운 음반처럼 펑크송은 베이스를 곡의 중심축으로 사용한다. 실제로 펑크는 베이스가 곡의 '후크'를 연주하는 등 곡에서 가장 두드러지는 장르로 불려왔다. 초기 펑크 베이스라인은 싱코페이션(일반적으로 싱코페이션된 8분음표)을 사용했지만, 뉴올리언스 펑크보다 더 많은 "워킹"이 추가되면서, 블루스 스케일 음계와 함께 루트와 3음을 사용했다. 나중에 펑크 베이스라인은 16분음표, 블루스 스케일 및 반복 패턴을 사용하며, 종종 옥타브 또는 그 이상의 음을 가지고 있다.
펑크의 베이스라인은 반복적인 패턴, 그루브, 연속적인 플레이, 찰싹찰싹하고 터지는 베이스 등을 강조한다. 특히 슬랩은 엄지손가락으로 때린 저음과 나머지 손가락으로 뜯는 고음을 혼합하여 베이스가 드럼과 같은 리듬의 역할을 할 수 있게 하여 펑크의 독특한 요소가 되었다. 눈에 띄는 뺨치고 펑키한 선수로는 버나드 에드워즈, 로버트 벨, 마크 애덤스, 조니 플립핀, 부츠이 콜린스가 있다. 펑키한 것도 중요하지만, 로코 프레스티아와 같이 펑크를 연주하는 일부 영향력 있는 베이시스트들은 이러한 방식을 사용하지 않았고, 대신 제임스 제이머슨의 모타운 플레이 스타일을 바탕으로 한 전형적인 핑거스타일 방식을 사용했다.
펑크에서 베이스는 음소거된 리듬의 고스트 노트의 사용 때문에 부분적으로 "퍼커시브한 느낌"을 가지고 있다. 일부 펑크 베이스 플레이어는 "envelope filter"와 같이 이펙터를 사용하여 악기의 톤을 변경하고 키보드의 신디사이저와 같은 베이스 톤도 이러한 베이스 톤을 만드는 데 참고되었다. 콜린스는 또한 지미 핸드릭스가 보급한 옥타버 페달처럼 위아래 옥타브 음을 두 배로 올려 "미래적이고 둔탁한 저음"을 만들 수 있는 옥타브 페달을 사용하였다.

#### 드럼
펑크 드럼은 드러머의 '감정'을 강조해 그루브를 만들어내는데, 여기에는 '잦은 템포 변동', 일부 곡에서 스윙의 사용 등이 포함된다. 이러한 연주 기법은 베이스 드럼과 탐, 스네어 드럼을 자주 포함하는 드럼 키트의 셋업으로 사용된다. 더블 베이스 드럼 소리는 종종 펑크 드럼 연주자들이 페달을 한 번 밟을 때, 이것은 두 음을 낼 수 있게 한다.
제임스 브라운은 두 명의 드러머를 사용했다. 제임스 브라운 밴드는 두 명의 드러머를 사용함으로써 "싱코페이션" 리듬을 유지할 수 있었고, 이는 밴드의 독특한 "펑키" 리듬에 기여했다. Tower of Power의 드러머 데이비드 가리발디의 연주에는 '고스트 노트'와 림 샷이 많이 나온다. 펑크 드럼 스타일의 핵심 부분은 하이헷을 사용하는데, 플레이 중 하이헷를 열고 닫는 것이 중요하다. 하이헷에 두 손이 연주하는 16분음표는 때때로 스윙감이 어느 정도 가미되어 펑크(funk)의 분위기를 이끌어 간다. Jim Payne은 펑크 드럼소리가 라틴 음악에 즉흥적으로 연주하기 좋은 "완벽한" 연주법을 사용한다고 말한다. 또한 락과 마찬가지로 2박자와 4박자의 스네어 비트는 여전히 대부분의 펑크에서 사용되고 있다.

#### 일렉 기타
펑크에서 기타리스트들은 종종 더 빠른 리듬과 리프를 가진 짧게 내는 연주 코드(별칭 "스탭")를 섞는다. 리드미컬한 부분을 연주하는 기타리스트들은 자주 16연음을 연주하는데, 여기에는 퍼커션적인 "고스트노트"가 포함된다. 9코드와 같은 코드가 선호되며 전형적으로 펑크는 리듬 기타리스트와 싱글 음을 연주하는 기타리스트가 함께 두 개의 기타 파트를 이뤄낸다. 만약 밴드가 한 명의 기타리스트만 있다면, 이 효과는 스튜디오 녹음에서 오버더빙을 하거나, 또는 라이브 쇼에서, 한 명의 기타리스트가 두 파트를 모두 연주하게 함으로써, 이것을 이뤄낸다.
펑크 밴드에서 기타리스트들은 일반적으로 "chank" 또는 "chicken scratch"라고 불리는 연주 방식을 사용하며, 이는 기타 줄을 가볍게 눌렀다가 근처 반대편 손의 빠른 리듬 피킹에 의해 만들어지는 "scratching" 소리를 얻을 수 있을 정도로 빠르게 친다. 이러한 테크닉의 초기 예는 1957년 조니 오티스 곡 "Willie and the Hand Jive"에서 볼 수 있다. 이 기법은 "chika", "chank", "choke"의 세 가지 접근방식으로 나눌 수 있다. 'chika'와 함께 현이 핑거보드에 부딪히는 음이 발생하고, 'chank'는 손을 풀어줌으로써 이루어지는 스타카토 음이며, 'choke'는 일반적으로 모든 현을 질질 끌며 심하게 음소거되는 것을 사용한다.
이러한 연주법의 결과는 베이스의 낮은 쿵쾅거림과 스네어와 하이헷의 소리 사이 어딘가에 떠 있는 듯한 리듬 기타 소리였으며, 깊숙이 떨어지는 리드미컬한 멜로디 느낌이었다. 오랜 기간 제임스 브라운의 기타리스트였던 기타리스트 지미 놀렌이 이 기법을 개발했다. 기타는 아프리카 드럼, 즉 idiophone이 사용되는 방식으로 사용된다. 놀렌은 Fender Twin Reverb 앰프에 연결한 P-90 픽업이 달린 '할로우바디 기타'의 중저음을 낮추고 고음이 높게 올라가는 방식으로 '깨끗하고 곱슬거리는 톤'을 만들어냈다.
리듬 기타를 연주하는 펑크 기타리스트들은 일반적으로 디스토션 효과와  오버드라이브를 피해 클린한 사운드를 얻는데, 바삭바삭한 사운드의 중요성을 감안할 때 펜더 스트라토캐스터와 텔레캐스터가 널리 사용되었다. 또한 중음역대를 조절하여 다른 혼 섹션, 키보드와의 조화를 이룰 수 있었다. 리듬의 그루브를 제공하는 데 초점을 맞추고, 기타 멜로디와 기타 솔로에 대한 강조가 부족한 점을 감안할 때, 펑크 리듬 기타리스트들은 기타의 긴 서스테인을 추구하지 않는다. 펑크 리듬기타 연주자들은 뮤트음을 높이기 위해 컴프레서를 사용하여 이러한 음들을 강화하는데, 이는 "펑크 리듬에 대한 흥분"을 더한다.
기타리스트 에디 헤이즐은 그의 독창적인 즉흥연주와 기타 리프로 유명하다. 헤이즐은 이즐리 브라더스의 기타리스트 어니 이슬리와 함께 지미 핸드릭스의 즉흥적인 와우 솔로의 영향을 받았다. 어니 이즐리는 핸드릭스에 의해 어린 나이에 지도를 받았고, 핸드릭스는 이즐리 브라더스 후원 밴드의 일원이었으며 일시적으로 이즐레이의 집에서 살았다. 펑크 기타리스트들은 와우 사운드 효과와 함께 기타 리프를 위한 퍼커시브 사운드를 만들어 낸다. 페이저 효과는 펑크와 R&B 기타 연주에서 자주 사용되는데, "Who's That Lady"가 그 예다. 또 다른기타리스트 마이클 햄튼은 핸드릭스 스타일에서 발전한 연주법을 사용하여 "Maggot Brain"에서 솔로곡을 연주할 수 있었다.

#### 전자 키보드
다양한 키보드 악기가 펑크에 사용된다. 어쿠스틱 피아노는 어스 윈드 앤 파이어의 "September"와 빌리 프레스턴의 "Will It Go Round in Circles"를 포함하여 펑크에서 많이 사용된다. 전기 피아노는 허비 핸콕의 "Chameleon"과 조 자위눌의 "Mercy, Mercy, Mercy"와 같은 노래에 사용된다. 클래비넷은 퍼커션 톤으로 사용되며, 스티비 원더의 'Superstition', 'Higher Ground', 빌 위더스(Bill Withers)의 'Use Me' 등의 곡으로 들을 수 있다. 해먼드 B-3 오르간은 더 미터의 "Cissy Strut"과 "Love the One You’re With" 등의 곡에서 펑크에 사용된다.
신디사이저는 베이스에 깊은 소리를 더하기 위해 펑크에 사용되거나 심지어 일부 노래에서 베이스를 대체하기 위해 사용되었다. 신디사이저 베이스, 미니무그 베이스는 베이스 기타에서는 실현 불가능한 사운드와 새로운 전자음을 만들 수 있기 때문에 가장 자주 사용되었다.

### 보컬과 가사
1970년대에 펑크는 블루스, 가스펠, 재즈, 비밥의 영향을 포함하여 1960년대 아프리카계 미국 음악에서 사용되었던 것과 동일한 보컬 스타일을 많이 사용했다. 펑크는 이러한 다른 아프리카계 미국인 스타일처럼 콜 앤 리스폰스(Call and Response), 곡의 나레이션(예: 아프리카 전통음악의) 등의 스타일과 함께 사용했다. 펑크의 콜 앤 리스폰스(Call and Response)는 리드 싱어와 코러스 보컬로 활동하는 밴드 멤버들 사이에서 서로 이루어질 수 있다.
펑크가 소울 음악에서 나타나면서 펑크의 보컬들은 소울 음악의 것을 공유하지만 펑크의 보컬은 "더 활력이 넘치고, 리드미컬하게 퍼커시브하고 덜 장식되는 경향이 있고, 보컬 라인은 리드미컬하게 하는 경향이 있다. Earth, Wind & Fire와 같은 펑크 밴드에는 하모니 보컬 부분이 있다. 제임스 브라운의 "Super Bad"와 같은 노래에는 "고함소리, 외침 등"과 함께 "더블링 된 보이스"가 포함되어 있었다. 펑크 보컬들은 "흑인 그루브"를 사용하여 "색깔스럽고 생동감 넘치는 몸짓, 표정, 몸가짐"등을 이용하여 매력적인 공연을 만들어냈다.
펑크 음악의 가사는 1970년대 미국 흑인 사회가 직면한 문제들을 다루었는데, 그것은 노동자 계층의 경제에서 산업 경제로 옮겨가면서 흑인 노동자 계층에게 해를 끼친 것을 주로 다뤘다. 오하이오 플레이어스, 어스, 윈드 앤 파이어, 제임스 브라운의 펑크 곡들은 그들의 노래 가사에서 저소득층 흑인들이 직면하고 있는 문제를 제기했다. 이는 "흑인 사회에서의 열악한 도시 생활의 경제적 조건과 주제" 같은 것이다. 1970년대에, 여러 규제, 즉 이러한 제한을 극복하기 위해 허용되지 않는 단어와 이중적인 개입으로 들리는 단어들을 사용하곤 했다. 주류 백인 청취자층은 펑크의 서정적인 메시지를 이해할 수 없는 경우가 많았는데, 펑크가 1970년대 백인 청중들에게 인기 있는 음악 차트의 성공을 거두지 못하는 데 기여했다.

### 그 외 악기
금관 악기 그룹이 있는 구성은 펑크 곡에 자주 사용된다. 펑크 혼 섹션에는 금관 5중주와 같은 더 큰 혼 섹션이 포함될 수 있다. 이런 섹션은 "리듬 및 동기화된" 부분을 재생했으며, 종종 "리듬 변박"를 강조하는 "곡의 전체적인 비트와 맞지 않는 어긋난 진행"을 자주 사용했다.
이러한 펑크의 혼 섹션 부분의 악기들은 다양했다. 만약 두 개의 금관 악기가 있다면 트럼펫과 테너 섹소폰, 트럼펫과 트롬본, 또는 두 개의 섹소폰일 수 있다. 금관악기 플레이어가 세 명이라면 트럼펫, 섹소폰, 트롬본 또는 트럼펫과 섹소폰 두 개일 수 있다. 혼 섹션 채용이 여의치 않은 밴드에서는 키보드 연주자가 신디사이저에서 혼 섹션 파트를 재생할 수 있다.

### 의상 및 스타일
1970년대 펑크 밴드들은 "벨바텀 팬츠, 플랫폼 슈즈, 후프 귀걸이, 아프로[헤어스타일], 가죽 조끼, 구슬 목걸이", 대시키 셔츠, 점프수트, 부츠 등 아프로 아메리칸 패션과 스타일을 채택했다. 백인 주류 관객들에게 어필하기 위한 '매칭 슈트', '니트 헤어스타일' 등의 기존 밴드들과 달리 펑크 밴드들은 의상과 스타일에 '아프리카 정신'을 채택했다. George Clinton과 Parliament는 상상력이 풍부한 의상, 예복과 망토 역할을 하는 '복장의 자유로움을 추구한 것'으로 유명하다.

## 역사
아프리카계 미국인 음악 표현의 독특한 특징은 사하라 이남의 아프리카 음악 전통에 뿌리를 두고 있으며, 찬양, 블랙 가스펠, 블루스 등에서 초기 것을 찾는다. 펑크 음악은 소울 음악, 소울 재즈, R&B, 아프로-쿠반 리듬이 뉴올리언스에서 흡수·재구성된 혼합 음악이다. 재즈, 소울 음악, R&B를 포함한 다른 아프리카계 미국인 음악 표현 방식과 마찬가지로 펑크 음악은 흑인 인권 운동 기간과 후에 많은 인권 운동을 동반했다. 펑크는 이러한 상황을 표현해 하층계급과 노동자계급 공동체가 싸운 일상의 투쟁과 고난에 도전하도록 했다.

### 1960년대
제임스 브라운은 락앤롤에 처음으로 펑크를 도입했다. 1957년 상업적인 음악에서 일시적 퇴장하여 펑크의 선구자가 된 후, Little Richard의 밴드 멤버들 중 일부는 Brown and the Famous Flames에 합류하여 1958년에 그들의 히트곡을 시작했다. 1960년대 중반까지, 제임스 브라운은 아프리카계 미국 음악을 특징짓는 백비트보다는 그의 독특한 그루브를 강조하기 위해 모든 노래의 첫 번째 비트에 중점을 두고 다운비트를 강조하는 그의 시그니처 리듬을 개발했다. 브라운은 종종 "On the one!"이라는 명령으로 그의 밴드에 명령을 부여하면서 전통 소울 음악의 1-2-3-4 백비트에서 1-2-3-4 다운비트로 타악기 강조로 바뀌게 하였다. 이는 스윙을 특징으로 하는 싱코페이션된 기타 리듬을 가지고 있다. 이 1-3박자는 1964년 히트 싱글 'Out of Sight'와 1965년 히트곡 'Papa's Got a Brand New Bag', 'I Got You, I Feel Good'를 시작으로 브라운 특유의 음악 스타일에 변화를 일으켰다.
브라운의 펑크 스타일은 싱코페이션된 베이스라인, 16분음표 드럼 패턴, 싱코페이션된 기타 리프 등에 바탕을 두고 있었다. "Ain't it Funky"(1960년대 후반)의 브라운이 뉴올리언스 펑크(New Orleans funk)를 정교하게 다듬은 사례로, 거부할 수 없이 춤추는 리프가 특징이다. 브라운의 혁신은 그와 그의 밴드의 여러 펑크 곡들로 이어졌고, 그들은 "Cold Sweat"(1967), "Mother Popcorn"(1969), "Get Upper (I Feel Like A) Sex Machine"(1970)과 같은 발표로 펑크 음악 스타일을 더욱 전면에 밀어 넣었고, 심지어 그의 초기 음악에 등장하는 12바의 블루스진행마저 버렸다. 그 대신 브라운의 음악은 "무신경한 보컬"로 오버레이되었는데, 그는 또한 그의 목소리를 "리듬이 자주 울리고 리듬 패턴이 있는 퍼커시브 악기"로 사용하기도 했다. 그의 경력 내내 고함과 외침으로 자주 정점을 찍는 브라운의 광적인 보컬은 대중음악적인 맥락에서 "흑인 교회의 정적인 분위기"를 연결했다.
1965년 이후 브라운의 밴드 리더는 알프레드 엘리스였다. 엘리스는 클라이드 스터블필드의 뉴올리언스 드럼 연주 기법을 현대 펑크의 근간으로 인정한다. 스튜어트는 대중적인 느낌이 뉴올리언즈 음악, 제임스 브라운의 음악을 통해 1970년대의 대중음악으로 전해졌다고 말한다. 정확한 패턴이 아니라 느슨한 조직 원리에 가깝다는 점에서 기존의 흐름과 다르다고 말한다.
새로운 음악가 그룹이 "펑크 록" 접근법을 더욱 발전시키기 시작했다. 혁신은 조지 클린턴과 그의 밴드인 Parliament과 Funkadelic이 함께 두드러지게 이루어졌다. 그들은 함께 재즈와 사이키델릭 록의 영향을 많이 받는 새로운 종류의 펑크 사운드를 만들었다. 두 그룹은 멤버를 공유했으며, 흔히 "Parliament-Funkadelic"이라고 통칭한다. Parliament-Funkadelic의 돌풍적인 인기는 조지 클린턴의 밴드의 음악을 지칭하는 "P-Funk"라는 용어를 만들어냈고 새로운 하위 장르를 정의했다.
1960년대 후반 지미 핸드릭스의 작품에 이어 Sly, 패밀리 스톤 등의 예술가들이 핸드릭스의 사이키델릭 록과 펑크(funk)를 결합해 일렉기타의 와우 페달, 퍼즈 박스 등을 빌리고 블루스 록과 재즈를 연주했다. 이후 몇 년 동안 클린턴의 Parliament-Funkadelic과 같은 단체들은 신디사이저와 록 위주의 기타 작업을 채용하면서 이 감성을 이어갔다.

### 1960년대 말 – 1970년대 초
다른 음악 그룹들은 제임스 브라운과 그의 밴드가 발전시킨 리듬과 보컬 스타일을 알게 되었고 펑크 스타일은 성장하기 시작했다. 애리조나주 피닉스에 본사를 둔 다이크와 블레이저스는 1967년 펑키 브로드웨이(Funky Broadway)를 발매했는데, 아마도 이 타이틀에 펑키(funky)라는 단어가 들어간 소울 음악 시대의 첫 음반일 것이다. 1969년에 Jimmy McGriff는 그의 독특한 오르간을 활활 타오르는 혼 섹션 위에 얹은 Electric Funk를 발매했다. 한편, 서부 해안에서는 찰스 라이트 & 와츠 103번가 리듬 밴드가 1967년 첫 앨범을 시작으로 펑크 트랙을 발매하고 있었으며, 1971년 클래식 싱글 "Express Yourself"로 정점을 찍었다. 서해안 지역에서도 보다 구체적으로 캘리포니아주 오클랜드가 1968년에 결성된 밴드 Tower of Power가 나왔다. 1970년에 발매된 그들의 데뷔 앨범 East Bay Grease는 펑크에서 중요한 이정표로 여겨진다. 1970년대 내내 TOP는 많은 히트곡을 냈고, 이 밴드는 펑크 음악을 성공적인 장르로 만드는 데 도움을 주었으며, 많은 청중들이 있었다.
1970년 슬라이 앤 더 패밀리 스톤의 'Thank You(Falettinme Be Mice Elf Agin)'가 1971년 'Family Affair'와 마찬가지로 차트 1위에 올랐다. 특히, 이들은 그룹과 장르를 넘나드는 성공과 더 큰 인지도가 이들에게 성공을 제공했다. The Meters는 뉴올리언스에서 펑크를 정의했는데, 1969년에 그들의 10대 R&B 히트작 "Sooptle Cissy"와 "Cissy Strad"를 시작으로 시작되었다. 이 무렵 펑크를 정의한 또 다른 그룹은 이즐레이 브라더스였는데, 그들의 펑키한 1969년 1위 R&B 히트곡 "It's Your Thing"은 브라운의 재즈 사운드와 지미 핸드릭스의 사이키델릭 록, 그리고 슬라이 & 더 패밀리 스톤과 Mother's Finest 등은 흑인 음악의 돌파구를 예고했다. 이전에 팝 소울의 뚜렷한 혼합물인 "Motown Sound"를 정의하는 것을 도왔던 The Travitations는 1960년대 말에 또한 이 새로운 사이키델릭 사운드를 채택했다. 그들의 프로듀서인 노먼 휘트필드는 많은 모타운에서 더 새롭고 더 재밌는 소리로 히트곡을 만들어내며 사이키델릭한 소울의 분야에서 혁신가가 되었다. 모타운의 프로듀서 프랭크 윌슨(Keep On Trackin)과 할 데이비스(Dancing Machine)이 그 뒤를 이었다. 스티비 원더와 마빈 게이 또한 1970년대 최고의 히트곡인 'Superstition'과 'You Haven't Done Nothin' 그리고 'I Want You'와 'Got To Give It Up'에서 펑크 비트를 각각 채택했다.

### 1970년대
1970년대는 펑크 음악의 주류성이 가장 높은 시대였다. Parliament Funkadelic 외에도 슬라이 앤 더 패밀리 스톤, 루퍼스 & 차카 칸, 부치스 러버 밴드, 이즐리 브라더스, 오하이오 플레이어스, 콘 펑크 션, 쿨 앤 더 갱, 바-케이즈, 코모도레스, 로이 에이어스, 스티비 원더 등의 아티스트들이 있다. 디스코 음악은 펑크 덕분이었다. 많은 초기 디스코 노래와 연주자들은 펑크 위주의 배경에서 직접 왔다. 배리 화이트의 모든 히트곡, 비두와 칼 더글라스의 "Kung Fu Fighting", 도나 서머의 "Love To Love You Baby", 다이애나 로스의 "Love Hangover", KC와 선샤인 밴드의 "I'm Your Boogie Man", "I'm Every Woman"과 같은 디스코 음악 히트곡들도 있다. 1976년 로즈 로이스는 순수 댄스 펑크 음반 'Car Wash'로 1위 히트곡을 냈고 디스코의 등장에도 펑크는 1980년대 초까지 점점 더 인기를 끌게 되었다.

### 1980년대 신스펑크
1980년대 들어 디스코의 과잉에 대한 반작용으로, P-Funk 공식의 기초를 형성한 많은 핵심 요소들이 전자 악기와 드럼 기계, 신디사이저에 의해 부인되기 시작했다. 색소폰과 트럼펫의 혼 섹션은 신디사이저로 대체되었고, 남아 있는 혼 섹션에는 간결한 부분만이 주어졌으며, 솔리스트에게는 솔로가 거의 주어지지 않았다. Hammond B3 organ, the Hohner Clavinet and the Fender Rhodes와 같은 펑크의 고전적인 전기 키보드가  Prophet-5, Oberheim OB-X, and Yamaha DX7과 같은 새로운 디지털 신디사이저로 대체되기 시작했다. Roland TR-808, Linn LM-1, and Oberheim DMX 등 전자 드럼 머신은 과거의 '펑키 드러머'를 대체하기 시작했고, 베이스 연주에 대한 슬랩과 라인은 신디사이저 베이스라인으로 대체되는 경우가 많았다. 또한 펑크곡의 가사가 보다 생생하고 성적으로 노골적인 내용으로 바뀌기 시작했다.
1970년대 후반부터 프린스는 제임스와의 비슷함을 벗고 역동적인 구성을 사용했다. 그러나 프린스는 브라운 이후 어느 아티스트 못지않게 펑크 소리에 많은 영향을 끼쳤다; 그는 에로티시즘, 테크놀로지, 증가하는 음악적 복잡성, 그리고 궁극적으로는 P펑크처럼 야심차고 상상력이 풍부한 음악을 만들기 위해 터무니없는 이미지와 무대쇼를 결합했다. 프린스는 펑크, R&B, 록, 팝 & 뉴 웨이브가 혼합된 "Minneapolis sound"를 바탕으로 the Time을 연주했다. 결국, 이 밴드는 타이트한 음악성과 성적인 주제를 바탕으로 자신들의 이미지를 벗은 펑크 스타일을 정의하기 시작했다.

### 1980년대 말 - 2000년대 누펑크
펑크가 라디오에서 흘러나오며 현란한 상업적인 힙합, 현대적인 R&B, 그리고 새로운 스윙은 그 영향력이 계속 확산되었다. 스티브 애링턴이나 카메오 같은 예술가들은 여전히 주요 방송 프로그램을 받았고 거대한 세계적 추종자들을 가지고 있었다. 록 밴드들은 펑크의 요소들을 그들의 소리에 복사하기 시작했고, "펑크 록"과 "펑크 메탈"의 새로운 조합을 만들어냈다. 익스트림, 레드핫칠리페퍼스, 리빙컬러, Jane's Addiction, 프린스, 프라이머스, Urban Dance Squad, 피시본, Faith No More, Rage Against the Machine, 인큐버스는 1980년대 중후반과 1990년대 중후반 새로운 관객들에게 접근법과 스타일을 전파했다. 이 밴드들은 후에 1990년대 중반의 언더그라운드 펑크코어 운동에 아웃카스트, 말리나 모예, 밴 헌트, 그리고  Gnarls Barkley 같은 현재의 펑크 음악가들에게 영감을 주었다.
1990년대에는 Me'shell Ndegeocello, 브루클린 펑크 이센셜스와 같은 아티스트와 밴드인 자미로콰이, 인코그니토, 갈리아노, 오마르, 로스 테타스, 브랜드 뉴허비스를 포함한 액시드 재즈 운동이 펑크의 강한 요소들로 계속되었다. 하지만, 그들은 전성기에 펑크의 상업적 성공에 근접하지 못했는데, 앨범 Traveling Without Moving이 전세계적으로 약 1,150만 대가 팔린 자미로콰이를 제외하곤 별다른 소득이 없었다. 한편, 호주와 뉴질랜드에서는, Supergroove, Skunkhour, Truth와 같은 펍 서킷을 연주하는 밴드들이 더 기악적인 형태의 펑크를 보존했다.
1980년대 후반부터 힙합 가수들은 정기적으로 오래된 펑크 음악을 샘플링해왔다. 제임스 브라운은 힙합 역사상 가장 샘플링된 아티스트라고 하며, P-Funk는 두 번째로 샘플링된 아티스트라고 한다; 오래된 Parliament and Funkadelic 노래의 샘플은 West Coast G-funk의 기초를 형성했다.
펑크 스타일의 베이스나 리듬 기타 리프가 특징인 오리지널 비트도 드물지 않다. Dr.Dre(G-funk 장르의 창시자로 간주됨)는 조지 클린턴의 사이키델릭에 의해 많은 영향을 받고 이것을 자유자재로 사용했다. 그가 말하기를 "Back in the 70s that's all people were doing: getting high, wearing Afros, bell-bottoms and listening to Parliament-Funkadelic. That's why I called my album The Chronic and based my music and the concepts like I did: because his shit was a big influence on my music. Very big"라 했다. 디지털 언더그라운드는 듣는 사람에게 펑크의 역사와 그 예술가들에 대한 지식을 교육함으로써 1990년대 펑크의 재탄생에 큰 기여를 했다. DU의 첫 개봉작인 Sex Packets에는 펑크 샘플이 가득했는데, 가장 널리 알려진 'The Humpty Dance'가  Parliament의 'Let's Play House'를 샘플링했다. DU's의 매우 강력한 펑크 앨범은 1996년 발매된 Future Rhythm이었다. 특히 현대 클럽 댄스 음악, 드럼, 베이스의 많은 부분이 펑크 드럼 브레이크들을 많이 샘플링했다.
펑크는 1990년대 후반과 2000년대의 특정 아티스트들의 주요 요소다. Phish는 1996년경 펑크 잼을 연주하기 시작했고, 1998년작 <The Story of the Ghost>는 펑크의 영향을 많이 받았다. 메데스키 마틴 & 우드, 로버트 랜돌프 & 더 패밀리 밴드, 갤럭틱, Widespread Panic, 잼 언더그라운드, 디아즈포라, Soulive, Karl Denson's Tiny Universe 등 모두가 펑크 전통에서 이끌어냈다. 잼밴드 씬을 통해 순수 펑크 등장이 느껴지면서 1990년대 후반 버클리 음대 졸업생들의 밴드가 결성됐다. 키보드 연주자 닐 에반스를 포함한 이 밴드의 많은 멤버들은  Soulive 또는 the Sam Kininger Band 같은 다른 프로젝트에 참여했다. Dumpstaphunk는 펑크의 뉴올리언즈 전통에 바탕을 두고 있으며, 그들의 거칠고 낮은 그루브와 소울풀한 4부 음성으로 이루어져 있다. 2003년 뉴올리언스 재즈&헤리티지 페스티벌 공연을 위해 결성된 이 밴드는 키보드 연주자 이반 네빌과 기타리스트 이언 네빌이 출연하며, 2011년 합류한 베이스 연주자 2명과 여성 펑크 드러머 니키 글라스피(비욘세 놀스의 월드 투어 밴드 출신, 샘 키닝거 밴드)가 출연한다.
1990년대 중반 이후 펑크를 중심으로 한 nu-funk 부흥은 45년대 펑크 소리에 영향을 받는 새로운 장르를 생산하고 있다. 펑크 DJ를 위한 음악을 전문으로 하고 있지만, 샤론 존스가 2005년 코난 오브라이언과 함께 Late Night에 출연하는 등 주류 음악 산업으로의 크로스오버가 있었다. 혼합액시드 재즈, 액시드 하우스, 트립 홉, 그리고 펑크가 있는 다른 장르를 넘나들고 있다.

### 2010년대 펑크 랩트로니카
2000년대와 2010년대 초반에는 아웃허드, 몽골리안몽크피쉬 등 일부 펑크 밴드들이 인디 록 무대에서 공연을 했다. 인디 밴드 릴로 킬리는 다양한 락 스타일을 추구하는 성향에 맞춰 펑크를 앨범 Under the Blacklight의 수록곡 'The Moneymaker'에 접목시켰다. 프린스는 이후 앨범으로 펑크 사운드에 "The Everlasting Now", "Musicology", "Ol' Skool Company", and "Black Sweat" 등의 곡으로 재탄생시켰다. 예를 들어, 이는 컴퓨터, 신디사이저, 샘플로 만들어진 디지털 음악의 요소들과 아날로그 악기, 소리, 그리고 펑크의 즉흥적이고 구성적인 요소들을 결합한 것의 일부분이다.

## 파생 장르
1970년대 초부터 펑크는 다양한 하위 장르를 개발해왔다. 조지 클린턴과 팔러먼트(Parliament)가 펑크를 더 열심히 변형시키는 동안, 쿨 앤 더 갱(Kool & The Gang), 오하이오 플레이어(Ohio Players)와 어스, 윈드 앤 파이어(Earth, Wind & Fire) 같은 밴드들은 디스코에 영향을 받은 펑크 음악을 만들고 있었다.

### 펑크록
펑크록(펑크록 또는 펑크락으로 쓰임)은 펑크와 록 요소를 융합한다. 그것의 초창기는 60년대 후반에서 70년대 중반까지 지미 헨드릭스, 프랭크 자파, 게리 라이트, 데이비드 보위, 마더스 페인스트, 펑카델릭 같은 음악가들에 의해 그들의 초기 앨범에서 들렸다. 많은 악기들이 펑크록으로 통합될 수 있지만, 전체적인 소리는 결정적인 베이스나 드럼 비트와 일렉기타로 정의된다. 베이스와 드럼 리듬은 펑크 음악의 영향을 더 강렬하게 영향을 받는 반면 기타는 록의 영향을 받을 수 있으며, 보통 디스토션을 사용한다. 프린스, 제시 존슨, 레드 핫 칠리 페퍼스, 피쉬본은 펑크 록의 주요 아티스트들이다.

### 아방가르드 펑크
아방가르드 펑크라는 용어는 펑크와 아트록의 고민을 결합한 행위를 묘사하기 위해 사용되어 왔다. 사이먼 프리스는 그 스타일을 멜로디와 조화보다는 리듬에 진보적인 록 사고방식을 적용한 것이라고 묘사했다. 사이먼 레이놀즈는 아방가르드 펑크를 일종의 환각제와 같은 것이라고 특징지었으며 Talking Heads는 펑크와 포스트 펑크 및 아트 록의 요소를 결합했다. 장르에 속하는 행위로는 독일의 밴드 Can, 미국의 아티스트 슬라이 스톤, 조지 클린턴 등이 있으며 1980년대 초 영국과 미국의 포스트펑크 아티스트, 1970년대 후반의 뉴욕 노 웨이브 씬(no wave scene)의 아티스트들도 오넷 콜맨과 같은 인물의 영향을 받아 아방가르드 펑크를 시작했다. 레이놀즈는 이들 예술가들이 서구 근대성의 소외, 억압, 기술갈등과 같은 문제에 집착하는 것에 주목했다.

### 고고
고고는 대서양 중부의 다른 지점들과 함께 워싱턴 D.C. 지역에서 유래되었다. '고고의 대부' 척 브라운 등의 가수들에게 영감을 받아 펑크, 리듬, 블루스, 얼리 힙합이 어우러진 곡으로, 댄스 트랙 대신 로우파이 타악기와 직접 잼을 하는 것 위주로 구성했다. 그만큼 라이브 청중의 통화와 호응이 강조된 댄스음악이 주를 이룬다. 고고 리듬은 길거리 타악기에도 접목된다.

### 부기
부기(또는 일렉트로 펑크)는 펑크와 포스트 디스코의 영향을 주로 받는 일렉트로음악이다. 신디사이저와 키보드로 구성된 부기의 미니멀리스트적 접근은 일렉트로음악과 하우스음악을 확립하는데 도움을 주었다. 부기는 일렉트로음악과 달리 베이스 기타의 슬래핑 기법뿐만 아니라 베이스 신디사이저도 강조한다.

### 일렉트로 펑크
일렉트로 펑크는 일렉트로닉 음악과 펑크가 혼합물이다. 기본적으로 펑크와 동일한 형태를 따르고 펑크의 특성을 유지하지만 TR-808과 같은 전자 기기를 사용하여 전체적으로(또는 부분적으로) 만든다. 보컬이나 토크박스는 일반적으로 보컬을 변형시키기 위해 구현되었다. 선구적인 일렉트로 밴드인 Zapp은 그러한 악기를 그들의 음악에서 흔히 사용했다. 부치 콜린스 또한 이후의 솔로 앨범에 더 일렉트로 사운드를 접목시키기 시작했다. 다른 예술가들로는 허비 핸콕, 아프리칸 밤바타타, Egyptian Lover, 본 메이슨 & 크루, 미드나잇 스타, 사이보트론 등이 있다.

### 펑크 메탈
펑크메탈은 1980년대에 등장한 퓨전 음악 장르로, 대체 메탈 장르의 일환이다. 그것은 일반적으로 펑크와 헤비메탈(흔히 스래쉬 메탈)의 요소와  스타일을 통합한다. 하드 드라이브 헤비메탈 기타 리프, 펑크 특유의 쿵쾅거리는 베이스 리듬, 때로는 힙합 스타일의 리듬이 록의 대안적인 접근법으로 특징지어진다. 대표적인 예가 롤링 스톤이 '펑크메탈 선구자'라고 말해온 올아프리카계 미국인 록밴드 Living Colour다. 1980년대 후반과 1990년대 초반에는 캘리포니아, 특히 로스앤젤레스와 샌프란시스코에서 이 스타일이 가장 보편화되었다.

### 지펑크
지펑크는 갱스터 랩과 펑크가 어우러진 퓨전 장르의 음악이다. 일반적으로 서부지역 래퍼들에 의해 발명되어 닥터 드레에 의해 유명해진 것으로 여겨진다. 멀티 레이어 및 멜로디 신디사이저, 슬로우 그루브, 딥 베이스, 코러스 여성 보컬, P-Funk 곡의 광범위한 샘플링, 고음 신디사이저 리드 등이 통합되어 있다. 펑크 샘플도 활용했던 이전의 다른 랩 행위들과 달리 지펑크는 곡당 샘플들을 적게 사용하는 경우가 많았다.

### 팀바 펑크
팀바는 펑키한 쿠바의 인기 댄스 음악의 일종이다. 1990년까지, 몇몇 쿠바 밴드들은 펑크와 힙합 요소들을 그들의 배치에 포함시켰고, 미국의 드럼 세트, 색소폰, 그리고 두 개의 키보드 형식을 가진 전통적인 구성에 의해 확장되었다. 라카랑가, 아바네라, 밤볼레오와 같은 팀바 밴드들은 종종 혼 섹션이나 다른 악기들이 Earth, Wind and Fire, Kool and the Gang 등의 밴드들의 짧은 곡들을 연주한다. 많은 펑크 모티브가 클레이브 기반 구조를 나타내지만, 그것들은 다양한 부분을 원곡의 전형적인 구성에 맞춰야 한다는 의식 없이 직관적으로 연주된다.

### 펑크잼
펑크잼은 1990년대에 등장한 퓨전 음악 장르다. 이 곡은 일반적으로 펑크와 종종 탐구적인 기타의 요소와 함께 확장된 크로스 장르 즉흥연주를 포함하며, 즉흥 가사를 포함한 재즈, 앰비언트, 아메리카나 및 힙합 요소를 포함한다. Phish, Soul Rebels Brass Band, Galactic, Soulive 등 모두 펑크 잼을 연주하는 펑크 밴드의 예들이다.

## 사회적 영향
현대 음악에서 펑크의 인기에도 불구하고 여성의 펑크 작품을 살펴본 사람은 거의 없다. 주목할 만한 펑크 여성으로는 차카 칸, 라벨, 펑켄슈타인의 신부, 클라이맥스, 마더 파인스트, 린 콜린스, 베티 데이비스, 티나 마리 등이 있다. 문화평론가 셰릴 키예스가 에세이 'She Was Too Black for Rock and Too Hard for Soul: (Re)discovering the Musical Career of Betty Mabry Davis'에서 설명했듯이 펑크를 중심으로 한 것의 대부분은 남성들에 집중되어 왔다. 그녀는 "베티 데이비스는 펑크와 록의 연혁의 선구자로서 이름을 남기지 않은 예술가"라고 말한다. 이런 음악 장르에 대한 대부분의 글은 전통적으로 지미 헨드릭스, 조지 클린턴(Parliament), 베이시스트 래리 그레이엄 같은 남성 아티스트를 록 음악 감성의 형성에 있어 트렌드 중심으로 배치해 왔다.
페미니스트 펑크가 자기 계발적인 주제에 초점을 맞추면서 도발적이고 논란이 많은 스타일이 1970년대에 인기를 얻는 데 도움이 되었다고 지적한다. 게다가, 이것은 많은 관객들을 끌어 모으는 젊은 예술가의 능력과 상업적 성공에 영향을 주었다.

## 대표적인 음악가 및 곡
- Commodores - "Brick House"
- 제임스 브라운 - "Sex Machine"
- Parliament - "Give Up the Funk"
- Earth, Wind & Fire - "Jupiter"
- The Ohio Players - "Fire"
- 템프테이션즈 - "Shakey Ground"
- Tower of Power - "Love Bug"
- 레이크사이드 - "Fantastic voyage"
- Vulfpeck - "Dean Town"